# Волгоградская улица (Липецк)
Волгогра́дская у́лица — крупная улица в Октябрьском округе Липецка. Проходит в Тракторном от лесопарковой зоны по Коммунистической улице за улицу Чехова параллельно Ленинградской улице. Далее переходит в трассу, идущую вдоль промзоны НЛМК в направлении Дачного и Грязинского шоссе. Пересекает улицы Коммунистическую, Ильича, Студенческую, Гвардейскую и Воронежскую.
Прежнее название — Сталингра́дская у́лица (по городу-герою Сталинграду). 8 декабря 1961 года получила нынешнее имя после переименования Сталинграда в Волгоград.
Дома по улице в основном 2—5-этажные до пересечения с улицей Декабристов. Далее застройка частная.

## Адреса
- № 2а — филиал Воронежского экономико-правового института.
- № 4 — средняя школа № 31.
- № 8а — детский сад.
- № 8 — танцевальный зал «Маяк» (бывший кинотеатр).

## Транспорт
- к домам начала улицы — трам. 1; авт. 19, 33, 33а, 323, 323а, 325, 378, 379 ост.: «Пл. Клименкова»; авт. 19, 33, 323а, 379 ост.: «Ул. Ильича».
- к домам середины улицы — авт. 19, 323а, ост.: «Кинотеатр „Маяк“»; авт. 19, 323а, ост.: «Студенческая ул.».
- к домам конца улицы — трам. 1, 15; ост.: «Волгоградская ул.»; авт. 19; ост.: «Рыночная пл.», «Ул. Красина».
- в 1990 году началось строительство троллейбусной линии на доменную печь № 6, но через несколько лет было остановлено, однако опоры для контактной сети сохранились до сих пор.